# بيزارو (رواية)
بيزارو (بالإنجليزية: Bizarro)‏ هي رواية لم تكتمل بقلم السير والتر سكوت وكتبها في ربيع عام 1832 ولكن لم تنشر حتى عام 2008. سمع سكوت عن قصة قاطع طريق يدعى فرانشيسكو موسكاتو، والمعروف باسم «إل بيزارو»، حين كان يرتحل في إيطاليا، في محاولة منه ليستعيد صحته المتدهورة. وكان سكوت قد سمع القصة من صيدلاني إنجليزي يقيم في إيطاليا، والذي اعتبره سكوت «مصدرا محترما».